# Servicii de comparare a prețurilor
Pe Internet, un serviciu de comparare a prețurilor permite oricui să vadă prețul, sau chiar listele de prețuri ale unor anumite tipuri de produse la anumiți furnizori. Majoritatea serviciilor de comparare a prețurilor nu vând ele însele produsele, ci doar află prețurile de la diverși vânzători, le sortează în ordine crescătoare, și pun în legătură pe utilizator cu furnizorul ales. În Marea Britanie, de exemplu, aceste servicii au avut o cifră de afaceri între 120 și 140 de milioane de lire sterline în anul 2005 , iar ramura aceasta de activitate crește cu 30 până la 50 % anual.

## Istoria serviciilor de comparare a prețurilor
Dezvoltarea Internetului de la sfârșitul anilor 1990 a făcut compararea de prețuri profitabilă.
Serviciile de comparații erau inițial implementate ca adaosuri (add-on) la browserele MS Internet Explorer și Netscape Navigator și aveau nevoie de descărcări (download) și instalări adiționale de software. După aceste eforturi inițiale, "magazinele de prețuri" au migrat pe servere, pentru a permite acces comod oricui avea un browser web.
Serviciile sunt acum oferite de situri dedicate ale comparațiilor de prețuri și de către mari portaluri cum ar fi Yahoo!.
Exemple de situri („agenții”) de prețuri din Germania: billiger.de, evendi.de, evita.de, guenstiger.de, geizkragen.de, idealo.de, kelkoo.de, preisfair.de, preisroboter.de, preisrunner.de, preistrend.de, preisbuy.de, vivendo.de și altele. În general este necesară introducerea exactă a mărcii și modelului obiectului căutat.
La serviciile de prețuri există și pericolul unor oferte cu preț scăzut dar nelivrabile, care au doar scopul de a atrage pe utilizatori spre situl respectiv.